# Taylor Teagarden
Taylor Hill Teagarden (Dallas, 21 dicembre 1983) è un ex giocatore di baseball statunitense.
Ha vinto la medaglia di bronzo alle ai Giochi della XXIX Olimpiade.

## Minor League
Teagarden venne selezionato al 3º giro del draft amatoriale del 2005 come 99a scelta dai Texas Rangers. Nello stesso anno iniziò con i Spokane Indians A-, finendo con .281 di media battuta, .426 in base, 7 fuoricampo, 16 punti battuti a casa (RBI), 23 punti "run" e una base rubata in 31 partite. Nel 2006 con gli AZL Rangers rookie, chiuse con .050 alla battuta, .345 in base, nessun fuoricampo un RBI, 4 punti e una base rubata in 7 partite.
Nel 2007 giocò con due squadre finendo con .310 alla battuta, .426 in base, 27 fuoricampo, 83 RBI, 94 punti e due basi rubate in 110 partite. Nel 2008 giocò con due squadre finendo con .211 alla battuta, 319 in base, 9 fuoricampo, 22 RBI, 32 punti e una base rubata in 73 partite.
Nel 2010 giocò con due squadre finendo con .230 alla battuta, .318 in base, 5 fuoricampo, 34 RBI, 30 punti e nessuna base rubata in 63 partite. Nel 2011 con i Round Rock Express AAA finì con .285 alla battuta, .376 in base, 12 fuoricampo, 22 RBI, 30 punti e nessuna base rubata in 42 partite.
Nel 2012 giocò con tre squadre finendo con .250 alla battuta, .424 in base, nessun fuoricampo, 3 RBI, un punto e nessuna base rubata in 9 partite. Nel 2013 con i Norfolk Tides AAA finì con .077 alla battuta, .077 in base, nessun fuoricampo e nessuna base rubata in 3 partite.

## Major League

### Texas Rangers (2008-2011)
Debuttò nella MLB il 18 luglio 2008 contro i Minnesota Twins. Chiuse la stagione con .319 di media alla battuta, .396 in base, 6 fuoricampo, 17 RBI, 10 punti, nessuna base rubata, 67 eliminazioni, 6 assist e 3 errori da ricevitore in 16 partite di cui 11 da titolare. Nel 2009 chiuse con .217 di media alla battuta, .270 in base, 6 fuoricampo, 24 RBI, 26 punti, nessuna base rubata, 360 eliminazioni di cui 4 doppie, 31 assist, 6 errori da ricevitore in 60 partite di cui 54 da titolare.
Nel 2010 chiuse con .155 alla battuta, .259 in base, 4 fuoricampo, 6 RBI, 10 punti, nessuna base rubata, 171 eliminazioni di cui due doppie, 9 assist e 2 errori da ricevitori in 28 partite di cui 22 da titolare. Nel 2011 finì con .235 alla battuta, .278 in base, nessun fuoricampo, 2 RBI, 3 punti, nessuna base rubata, 63 eliminazioni e 5 assist in 14 partite di cui 8 da titolare. Il 1º dicembre 2011 venne ceduto per due giocatori delle Minor League: Randy Henry e Greg Miclat.

### Baltimore Orioles (2012-2013)
Il 10 marzo 2012 firmò per un anno con i Baltimore Orioles finendo con .158 alla battuta, .226 in base, 2 fuoricampo, 9 RBI, 4 punti, nessuna base rubata, 110 eliminazioni e 7 assist in 22 partite di cui 15 da titolare. Il 30 novembre 2012 firmò per un altro anno, chiudendo con .167 alla battuta, .180 in base, 2 fuoricampo, 5 RBI, 3 punti, nessuna base rubata, 108 eliminazioni, 9 assist e un errore da ricevitore in 23 partite di cui 18 da titolare. Il 1º ottobre 2013 divenne free agent.

### New York Mets
Il 6 gennaio 2014 firmò un contratto annuale per 725.000$ più eventuali 25.000$ se dovesse giocare almeno 60 partite e altri 25.000$ se dovesse raggiungere le 80 partite con i New York Mets.

## Palmares

### Vittorie
- Championship della American League: 2

Texas Rangers: 2010, 2011
- Division West della American League: 2

Texas Rangers: 2010, 2011

### Individuale (MiLB)
- Futures Game Selection (2008)
- Mid-Season All-Star della Texas League (2010)
- Baseball America All-Star della A+ (2007)
- Baseball America All-Star della A- (2005).

### Nazionale
Olimpiadi
- Pechino 2008:  Bronzo

## Numeri di maglia indossati
- n° 2 con i Texas Rangers (2008-2011)
- n° 31 con i Baltimore Orioles (2012-2013).